# Rudolf Barthel
Rudolf Barthel (* 10. November 1908 in Berlin; † 10. Juni 1978 ebenda) war ein deutscher Musikerzieher, Dirigent, Arrangeur und Komponist. Er war von 1945 bis 1971 Leiter der Volksmusikschule Neukölln (heute: Musikschule Paul Hindemith Neukölln). Besonders bekannt wurde er als Gründer und Dirigent des Blockflötenorchesters der Musikschule.

## Leben

### Ausbildung
Rudolf Barthel wurde als Sohn eines Holzbildhauers in Neukölln geboren. Er besuchte von 1918 bis 1922 das Kaiser-Friedrich-Realgymnasium (später umbenannt in Karl-Marx-Schule) in der Sonnenallee, das seit 1921 von dem Schulreformer Fritz Karsen geleitet wurde.
Nach seiner Schulzeit entschied Barthel sich 1924 dafür, eine Ausbildung als Privatmusiklehrer zu absolvieren.
Er studierte am Stern’schen Konservatorium Geige. Im Nebenfach befasste er sich mit Komposition, Harmonielehre und Kontrapunkt. 1929 erhielt er mit 21 Jahren die Unterrichtserlaubnis für Violine.
1929 kam er auch in Kontakt mit der Blockflöte, die in der Jugendmusikbewegung als Instrument bevorzugt wurde, weil sie als volkstümlich galt und leicht zu beschaffen war.
Barthel erlernte dieses Instrument und erlebte im Spielkreis von Ferdinand Enke an der Volksmusikschule Charlottenburg das chorische Musizieren mit Blockflöten. Das Zusammenspiel wurde dort gelehrt, um die unterrichtenden Lehrer weiterzubilden.
Die Prüfung als Musiklehrer für Blockflöte legte Barthel 1937 ab.
Ab 1929 arbeitete er als privater Musiklehrer. Sein Einkommen im Arbeiterbezirk Neukölln war in der Zeit von Arbeitslosigkeit und Weltwirtschaftskrise gering.
1930/31 leitete Barthel auch einen Kinderchor an der Neuköllner Volksmusikschule. Außerdem spielte er Violine im Orchester der Musikschule.

### Sozialdemokratische Erziehungsbewegung
Neben seiner Unterrichtstätigkeit engagierte Barthel sich in der sozialdemokratischen Erziehungsbewegung, die vom Neuköllner Stadtrat und Reichstagsabgeordneten Kurt Löwenstein verantwortet wurde. Die Reichsarbeitsgemeinschaft der Kinderfreunde (RAG) war eine Gliederung innerhalb der Sozialdemokratischen Partei Deutschlands (SPD) während der Weimarer Republik.
Zu den Angeboten für Arbeiterkinder gehörten Wanderungen, Gruppenabende und Ferienlager als „Kinderrepubliken“.
Barthel gehörte zu den Helfern, die mit den Kindern musizierten. Ab 1929 assistierte er dem Leiter der Musikschule bei der musikpädagogischen Arbeit in Zeltlagern und übernahm 1932 die musikalische Leitung im Lager Dravail bei Paris.
Für das Musizieren mit Kindern bearbeitete Barthel Lieder und vertonte Texte.
Ab 1931 erschienen auch Kompositionen von ihm, deren Texte zum Kampf für eine sozialistische Gemeinschaft aufforderten.
Innerhalb der Jugendorganisation Sozialistische Arbeiter-Jugend (SAJ) leitete Barthel das Orchester von Groß-Berlin von 1930 bis 1933.
Als nach der Machtergreifung der Nationalsozialisten am 22. Juni 1933 die SPD und alle Nebenorganisationen verboten wurden, war damit auch diese musikalische Arbeit untersagt. Barthel setzte seine Tätigkeit aber fort, indem er das Orchester der Sozialistischen Arbeiter-Jugend umbenannte. Unter dem Namen „Die Musikgemeinschaft“ leitete er die Gruppe illegal weiter. Zusätzlich gliederte er noch ein Kammerorchester aus und leitete einen Chor, der auch aus früheren Mitgliedern der SAJ bestand.
Außerdem wirkte er mit als musikalischer Leiter bei zwei Zeltlagern der Deutschen Sozialdemokratischen Arbeiterpartei (DSAP), die in der Tschechoslowakischen Republik veranstaltet wurden.
Diese Aktivitäten blieben der Gestapo nicht verborgen. Barthel wurde im August 1934 verhaftet und wegen Hochverrats angeklagt: Er sollte eine verbotene Partei weitergeführt haben. Es kam aber nicht zum Prozess, sondern Barthel wurde im Oktober in das Konzentrationslager Lichtenburg bei Prettin an der Elbe gebracht. Dort blieb er bis Mai 1935 inhaftiert.
Danach arbeitete er weiter als Musiklehrer für Familien von SPD-Genossen, bis er zum Wehrdienst eingezogen wurde.

### Volksmusikschule Neukölln
Als Rudolf Barthel 1945 aus der Kriegsgefangenschaft zurückkehrte, erhielt er den Auftrag zum Wiederaufbau der Volksmusikschule Neukölln, die als eine der ersten staatlichen Musikschulen in Deutschland 1927 gegründet worden war.
Im Herbst 1945 nahm er seine Arbeit als Leiter der Volksmusikschule auf.
Barthel wollte Laienmusiker befähigen, in ihrer Freizeit ein Instrument zu spielen. Das Gemeinschaftserlebnis war ihm dabei ein wichtiges Anliegen: das chorische Musizieren in kleinen und großen Laienorchestern. So entstanden 1946/47 verschiedene Spielgemeinschaften: z. B. das Neuköllner Streichorchester, das Kammerorchester und der Neuköllner Blockflötenchor.
Neben dem Instrumentalunterricht veranstaltete die Musikschule musikwissenschaftliche Vorträge, Konzerte, Musizierstunden und Ferienkurse. Barthel war es wichtig, der zeitgenössischen Musik Raum zu geben, indem neue Kompositionen gespielt wurden und Diskussionen mit Komponisten stattfanden.
Für die außergewöhnlichen Leistungen der Neuköllner Volksmusikschule erhielt Rudolf Barthel 1953 das Bundesverdienstkreuz am Bande, das ihm von Bundespräsident Theodor Heuss überreicht wurde.
1972 übergab Barthel die Leitung der Musikschule an Klaus Jürgen Weber. Er leitete aber noch weiterhin das Blockflötenorchester bis 1977.
Rudolf Barthel verstarb 1978 nach schwerer Krankheit in Berlin.

## Wirken
Bekannt wurde Rudolf Barthel durch das chorische Musizieren mit Blockflöten, und dieser Bereich seiner Arbeit gilt als sein Lebenswerk.

### Blockflötenchor Neukölln (1947–1963)
1946 richtete Barthel einen Blockflötenspielkreis ein, um mit dem chorischen Spiel zu experimentieren. Er wollte den vielen Blockflötisten der Musikschule eine Möglichkeit geben, in einer größeren Gruppe zu spielen.
Die Blockflöte galt als Anfangsinstrument für Kinder und als Soloinstrument. Dass eine größere Gruppe von Spielern reine Töne erzeugen könnte, hielten Experten nicht für möglich.
Barthel versuchte, unterstützt von einigen Musiklehrern der Schule, durch Gruppenproben das Problem der unreinen Töne zu lösen. Die Anfänge waren so schwierig, dass Barthel schon aufgeben wollte. Doch als bei der Probe der erwünschte Klang entstand, kam es 1947 zur offiziellen Gründung des Blockflötenchores.
Barthel begann, für den Chor Werke zu bearbeiten und eigene Stücke zu komponieren. Noch im Gründungsjahr 1947 entstand die Neuköllner Suite. Sie ist die erste Originalkomposition, bei der alle Flötengrößen vom Sopranino bis zum Großbass verwendet wurden.

### Verbreitung des chorischen Musizierens
Die Arbeit von Rudolf Barthel wurde richtungsweisend für das chorische Musizieren mit Blockflöten in Deutschland und im Ausland.
Es gab Einladungen aus vielen Orten, weil man das Blockflötenspiel aus Neukölln hören und selbst Blockflötengruppen aufbauen wollte.
Ab 1950 fanden Konzertreisen innerhalb Deutschlands und im Ausland statt, z. B. gab es Konzerte in England, Frankreich, Österreich, Schweden, Jugoslawien, in den Niederlanden und in der Schweiz. Eine Einladung nach Japan konnte aus finanziellen Gründen nicht angenommen werden.
Barthel war es ein Anliegen, seine Arbeit weiterzugeben und die Gründung von neuen Blockflötengruppen zu fördern.
Er verfasste dazu Schriften: „Aus der Arbeit eines Blockflöten-Chores“ gibt genaue Anleitungen für Besetzung, Instrumente, Intonation, Anblastechnik, Probenarbeit und Sitzordnung, Leitung, Programmgestaltung und Literatur.
Da es für die chorische Besetzung kein Notenmaterial gab, schrieb Barthel seine Noten selbst. Am Ende seines Arbeitstages als Musikschulleiter befasste er sich mit Bearbeitungen für Blockflötenchor und eigenen Kompositionen. Weil er seine Idee verbreiten wollte, erschienen die Ergebnisse dieser Arbeit in verschiedenen Verlagen.
Im Zeitraum von 1953 bis 1961 wurden alle zwei Jahre Blockflötenwochen in der Musikschule veranstaltet: Musiklehrer reisten an, um sich über chorisches Blockflötenspiel zu informieren und diese Arbeit weiterzutragen. Insgesamt nahmen mehr als 400 Musiklehrer an den Blockflötenwochen teil, 13 Prozent der Teilnehmer kamen aus dem Ausland.
Für die Schüler der Musikschule Neukölln wurden offene Flötenstunden veranstaltet: Der Blockflötenchor spielte, und die Spieler im Publikum konnten mitspielen. Dies geschah nach dem Vorbild der „Offenen Singstunden“, die Fritz Jöde 1926 ins Leben gerufen hatte.
Die Arbeit von Rudolf Barthel wurde unterstützt durch ein Team von Blockflötenlehrern der Musikschule. Sie leiteten Vorgruppen, an denen Blockflötenschüler teilnehmen und sich hocharbeiten sollten, bis sie dann zum Schluss im Blockflötenchor unter der Leitung von Barthel mitspielen durften. So wurde die Qualität der Arbeit gesichert: Neue Mitspieler waren gut ausgebildet.
Außerdem verfasste Barthel Intonationsübungen für den Blockflötenchor, die zu Beginn jeder Probe durchgeführt wurden. Um den Klang noch weiter zu verbessern, wurden später einheitliche Blockflöten aus Grenadillholz angeschafft.
Barthels hohe Ansprüche waren gefürchtet. Er erwartete Disziplin: regelmäßige Teilnahme an den Proben und häusliches Üben. Stundenlanges Üben führte besonders die Solisten zu beeindruckenden Leistungen. Zahlreiche Rundfunkaufnahmen in Berlin und auf Reisen hielten die Qualität des Orchesters dokumentatorisch fest.

### Blockflötenorchester Neukölln (1963–2011)
Als die Gruppe 1963 etwa 50 Mitspieler hatte, benannte Barthel sie um in „Blockflötenorchester Neukölln“.
Die Verteilung bei 46 Spielern war: Sopran 12, Alt 10, Tenor 10, Bass 7, Großbass und Subbass 7.
Das Repertoire bewegte sich zwischen Barock und Moderne.
Barthels Arbeit regte zahlreiche Komponisten an, für dieses Ensemble zu komponieren. So entstanden für das Blockflötenorchester Neukölln zahlreiche Originalwerke, z. B. von Max Baumann, Herbert Baumann, Dietrich Erdmann, Harald Genzmer und Konrad Wölki.
1977 musste Rudolf Barthel nach 31 Jahren aus Krankheitsgründen die Leitung des Orchesters abgeben und übertrug sie an Michael Kubik.
Kubik führte die Arbeit in Barthels Sinne weiter: Das Repertoire der vergangenen Jahre blieb erhalten. Zusätzlich gab es von ihm neue Bearbeitungen für Blockflötenorchester.
Da Kubik gleichzeitig Leiter des Tegler Zupforchesters war, trat das Blockflötenorchester häufig gemeinsam mit Zupforchester oder Gitarrenchor auf. Für diese Zusammensetzung entstanden Bearbeitungen und Kompositionen von Michael Kubik, außerdem auch Originalwerke anderer Komponisten, z. B. von Fried Walter.
Weiterhin fanden Konzertreisen innerhalb Deutschlands und nach Dänemark, Frankreich, Kroatien, Polen und in die Schweiz statt.
1997 wurden 50 Jahre Blockflötenorchester der Musikschule Neukölln gefeiert mit einem Festkonzert im Saalbau Neukölln, einer Festschrift und einer Ausstellung. Die Anzahl der Spieler hatte sich inzwischen auf etwa 20 reduziert, weil Nachwuchs fehlte. Zum Jubiläum spielten 33 Ehemalige mit, so dass am Schluss des Konzerts das Orgelkonzert F-Dur von Händel in der Besetzung erklang, die es zu Zeiten von Rudolf Barthel gegeben hatte.
2007 feierte das Orchester 60 Jahre mit einem Konzert in der Matthäuskirche an der Philharmonie und einer Ausstellung zur Geschichte des Orchesters. Als Gast war der Komponist und Dirigent Colin Touchin angereist, um „die Wiege der Blockflötenbewegung kennenzulernen“.

### Berliner Blockflötenorchester (ab 2012)
Nach 34 Jahren übergab Michael Kubik zum Jahreswechsel 2011/2012 das Orchester an Simon Borutzki.
Das Orchester wurde nach dem Dirigentenwechsel umbenannt in Berliner Blockflötenorchester. Unter der neuen Leitung änderten sich Besetzung und Repertoire.

## Auszeichnungen
Bundesverdienstkreuz am Bande 1953

## Werke (Auswahl)

### Kompositionen
- Neuköllner Suite für Blockflötenchor (1947)
- Krummenseer Tänze (1947/1976)
- Sechs klassische Tänze (Stilkopie)
- Triptychon für Blockflötenorchester, Streicher u. Schlagwerk (experimentelle Musik, fertiggestellt im September 1971)
- Klavierkonzert G-Dur im klassischen Stil mit Blockflötenorchester (1974)

### Bearbeitungen für Blockflötenorchester
- J.S.Bach: Ouverturensuite Nr. 3 D-Dur BWV 1068
- Béla Bartók: Ungarische Spielstücke
- Ludwig van Beethoven: Flötenuhrstücke
- Ludwig van Beethoven: Sechs leichte Variationen über ein Schweizerlied für Klavier oder Harfe
- Melchior Franck: Suite zu vier Stimmen
- Georg Friedrich Händel: Orgelkonzert F-Dur op. 4 Nr. 5
- Georg Friedrich Händel: Rodrigo-Suite
- Georg Friedrich Händel: Suite d-Moll
- Joseph Haydn: Concerto per L'organo C-Dur
- Joseph Haydn: Flötenuhrstücke
- W.A. Mozart: Fantasie für eine Orgelwalze KV 608
- W.A. Mozart: Serenade Nr. 1 KV 439 b
- Henry Purcell: Musik zum Trauerspiel "Abdelazar"
- Helmut Sadler: Concertino für 6 Blockfl. + Streicher (chorische Ausführung)
- Ludwig Schytte: Sonatine
- Hans Ulrich Staeps: Sieben Flötentänze (Spezial-Instrumentierung)
- Georg Philipp Telemann: Ouverture "La Putain"